# Дангириев, Михаил Султанович
Михаил Султанович Дангириев (2 мая 1977 года — 9 января 2000 года) — российский солдат внутренних войск МВД России, старший сержант. Герой Российской Федерации (8.08.2000, посмертно). Чеченец по национальности.

## Биография
Михаил Султанович Дангириев родился 2 мая 1977 года в Краснодарском крае, в 1998 году поступил на срочную военную службу во внутренние войска.
С ноября 1999 года в составе группировки федеральных войск принимал участие во второй чеченской войне.
9 января 2000 года двигался в составе колонны по маршруту Шали-Аргун-Гудермес, недалеко от селения Мескер-Юрт попал в засаду боевиков. Боевики совершили массированную атаку на колонну, рассеяли её, ЗИЛ-130, на котором ехал Дангириев, прорвался к ближайшему блокпосту. Возле блокпоста завязался бой, в котором Дангириев получил ранение в ногу и грудь; раненый, он продолжал прикрывать отход других раненых бойцов. После того как убедился, что все бойцы добрались до укрытия, пытался выйти из окружения и доползти до блокпоста, но наткнулся на боевиков. Обыскав Дангириева, боевики нашли военный билет в котором была указана национальность — чеченец. Бои в этом районе велись ещё несколько суток. Растерзанное тело Дангириева было найдено лишь через несколько дней; узнавшие национальность Дангириева боевики подвергли его жестоким пыткам перед убийством.
Указом Президента Российской Федерации № 1474 от 8 августа 2000 года старшему сержанту Дангириеву Михаилу Султановичу присвоено звание Героя Российской Федерации (посмертно).